# Lundgylden-slægten
Lundgylden-slægten (Smyrnium) er en slægt med 4 arter, der er udbredt i Makaronesien, Nordafrika, Mellemøsten, Lilleasien og Kaukasus. Det er en- eller flerårige, skærmblomstrede urter med opret, kraftig og busket vækst. Blomsterne er meget små, men 5-tallige og regelmæssige. Frøene er flade og sammenvoksede ved kanten.
| Beskrevne arter |

- Lundgylden (Smyrnium perfoliatum)

| Andre arter |

| - Smyrnium acuminatum - Smyrnium aegopodioides - Smyrnium apiifolium - Smyrnium atropurpureum - Smyrnium aureum - Smyrnium connatum - Smyrnium cordatum - Smyrnium cordifolium - Smyrnium creticum - Smyrnium dioscoridis' - Smyrnium galaticum - Smyrnium hispidum - Smyrnium integerrimum - Smyrnium laserpitioides | - Smyrnium laterale - Smyrnium lusatrum - Smyrnium luteum - Smyrnium maritimum - Smyrnium matthioli - Smyrnium nodiflorum - Smyrnium nudicaule - Smyrnium olusatrum - Smyrnium orphanidis - Smyrnium plusatrum - Smyrnium ramosum - Smyrnium rotundifolium - Smyrnium trifoliatum - Smyrnium vulgare |